# Gobernación de Augustów
La gobernación de Augustów (en polaco: gubernia augustowska, en lituano: Augustavo gubernija) fue una unidad administrativa (gobernación) del Zarato de Polonia.
Fue creado en 1837 a partir del voivodato de Augustów, y tuvo las mismas fronteras y capital (Suwałki) del voivodato. En 1867 los territorios de las gobernaciones de Augustów y de Płock fueron divididos en unas más pequeña gobernación de Płock, la recién creada gobernación de Suwałki (consistiendo mayoritariamente en los territorios de Augustów) y la refundada gobernación de Łomża.

## Divisiones administrativas
Estaba dividido en 7 powiats:
- Biebrzańsk (capital en Szczuczyn)
- Dąbrowski  (capital en Lipsk, más tarde en Augustów)
- Kalvarija
- Łomża
- Marijampolė
- Tykociń
- Wigierski-Sejny (capital en Sejny)